# Hemeroblemma nocticoelum
Hemeroblemma nocticoelum är en fjärilsart som beskrevs av Guido Benno Feige. Hemeroblemma nocticoelum ingår i släktet Hemeroblemma och familjen nattflyn. Inga underarter finns listade i Catalogue of Life.